# Fórum Filatélico
Fórum Filatélico va ser una empresa espanyola líder a Europa en la gestió i transacció de valors filatèlics. Fou creada el 1979 i disposava de 140 sucursals arreu d'Espanya, 1500 treballadors i al voltant de 200.000 clients el 2004. Fou intervinguda judicialment al costat d'Afinsa el maig de 2006 acusada d'estafa, blanqueig de capitals, insolvència punible i administració deslleial.
Prometia unes rendibilitats fixes, no dependents de l'evolució del mercat, i superiors a les de les inversions tradicionals, al·legant la suposada revaloració dels segells en què deia invertir els diners dels seus clients. L'evident contradicció que la revaloració d'un ben tangible sigui directament proporcional a la seva escassetat mentre que els segells es compraven per milions no espantà els milers d'inversors que van confiar els seus estalvis a aquesta empresa i altres similars que van resultar ser estafes piramidals.

## Activitat i premis
Durant 27 anys van rebre diversos premis i suports d'empreses, mitjans de comunicació i Institucions de l'Estat que els van servir per generar la confiança necessària per arribar als 300.000 clients. Entre ells podem ressaltar:
- Radio Intereconomía concedeix a Fórum Filatélico el premi al millor producte d'inversió de 2003
- La Cambra de comerç d'Espanya a França distingeix Fórum Filatélico
- La revista Actualidad Económica situa FF entre les més grans del nostre país
- Fórum Filatélico va estar entre les millors empreses europees (Roland Berger)
- Fórum Filatélico ha estat distingida amb el Premi Goig 2002
- El president de Forum, Francisco Briones, designat com un dels millors gestors de l'any 2004 (AT Kearney)
- Premio Màster d'Or per al president de Fórum Filatélico (lliurat per Juan Fernando López Aguilar, Ministre de Justícia)
- Fórum Filatélico, una de les empreses espanyoles més solvents (Dun & Bradstreet)

La societat desenvolupava una gran activitat comercial i de relacions públiques, tractant d'obtenir una imatge de solvència i respectabilitat mitjançant la persecució dels esmentats guardons, el patrocini esportiu (des de 1982 fins a 2006 va patrocinar a l'equip de bàsquet Fórum Filatélico Valladolid de la Lliga ACB, involucració de personalitats, etc.

## Intervenció
L'empresa va operar durant 27 anys generant un dèficit patrimonial de 2.800 milions d'euros (segons informe de l'Administració Concursal emès al gener del 2007) del qual els principals beneficiaris van ser els partícips més antics que van obtenir una rendibilitat o rendiments que es pagaven amb les aportacions dels nous partícips, en el que constitueix una piràmide de Ponzi clàssica. El 9 de maig 2006 Fórum Filatélico i Afinsa Bienes Tangibles foren investigades judicialment sota acusació de frau fiscal, blanqueig de capitals i insolvència punible, entre altres delictes que implicaven els estalvis de més de 350.000 inversors privats a Espanya. La Fiscalia Anticorrupció espanyola va avaluar el suposat frau de Fórum Filatèlico en 2.400 milions d'euros, un dels més grans dels últims 25 anys. La seu de Fórum Filatélico va ser clausurada per la policia espanyola i foren detinguts els quatre dirigents: Francisco Briones Nieto, president de la societat; Miguel Ángel Santos Hijón, conseller; Agustín Fernández Rodríguez, secretari del consell d'administració i Francisco José López, membre de la junta directiva.
Francisco Briones, president de Fórum Filatélico des del 2001, es lamentava en diverses entrevistes després de la intervenció, que la taxa de solvència de l'entitat era superior a la de les entitats bancàries, per la qual cosa de no haver estat intervinguda, la societat podria haver recuperat l'equilibri patrimonial mitjançant les inversions immobiliàries i altres productes d'inversió que es trobaven en un inici de diversificació.
Per contra, l'Organització de Consumidors i Usuaris (OCU) va desaconsellar en repetides ocasions la inversió en aquestes empreses i va publicar fins i tot un estudi (març de 2004) on demostrava la sobrevaloració dels segells que s'utilitzaven com a pretext per a la inversió.
Al febrer de 2010, l'Audiència Nacional dicta que l'Estat espanyol no va tenir res que veure en les operacions il·lícites durant els 25 anys que va ser actiua.
Un expert en segells va denunciar l'estafa de Fórum Filatélico el 1993. La fiscalia del Tribunal Superior de Justícia de Madrid va arxivar el cas en –amb prou feines– 29 dies.